# Alfred Sigemo
Alfred Carl Edwin Sigemo, född 6 maj 1999, är en svensk fotbollsspelare som spelar för Danderyds SK. 

## Karriär
Sigemo spelade tre matcher för Vallentuna BK i Division 3 under säsongen 2015. Följande säsong spelade han för IK Frejs ungdomslag. I februari 2017 flyttades Sigemo upp i A-laget och skrev på ett lärlingskontrakt. Sigemo debuterade i Superettan den 17 maj 2017 i en 1–2-förlust mot Trelleborgs FF, där han blev inbytt i den 86:e minuten mot Franco Karroum. Under hösten 2017 lånades han ut till Huddinge IF.
Säsongen 2018 kom IK Frej överens om ett samarbetsavtal med Assyriska FF, vilket gjorde Sigemo tillgänglig för spel i klubben under säsongen. Inför säsongen 2019 lånades Sigemo ut till Täby FK. Inför säsongen 2020 blev det en permanent övergång till klubben för Sigemo. I mars 2021 meddelade Täby FK att Sigemo lämnade klubben.
Säsongen 2021 spelade Sigemo fem matcher för Vallentuna BK i Division 4. Säsongen 2022 gjorde han två mål på fem matcher för division 4-klubben Erikslunds KF. Säsongen 2024 spelar han för Danderyds SK.